# Bernardino de Avellaneda
Bernardino González de Avellaneda y Delgadillo, I conde de Castrillo, (Aranda de Duero, 18 de octubre de 1544 - Madrid, 6 de diciembre de 1629) fue un marino, político, mecenas y bibliófilo español, al servicio de los reyes Felipe II, Felipe III y Felipe IV. Fue capitán general de la Real Armada, presidente de la Casa de Contratación de Indias, asistente de Sevilla, virrey de Navarra y capitán general de este reino y de la provincia de Guipúzcoa.

## Biografía

### Origen familiar

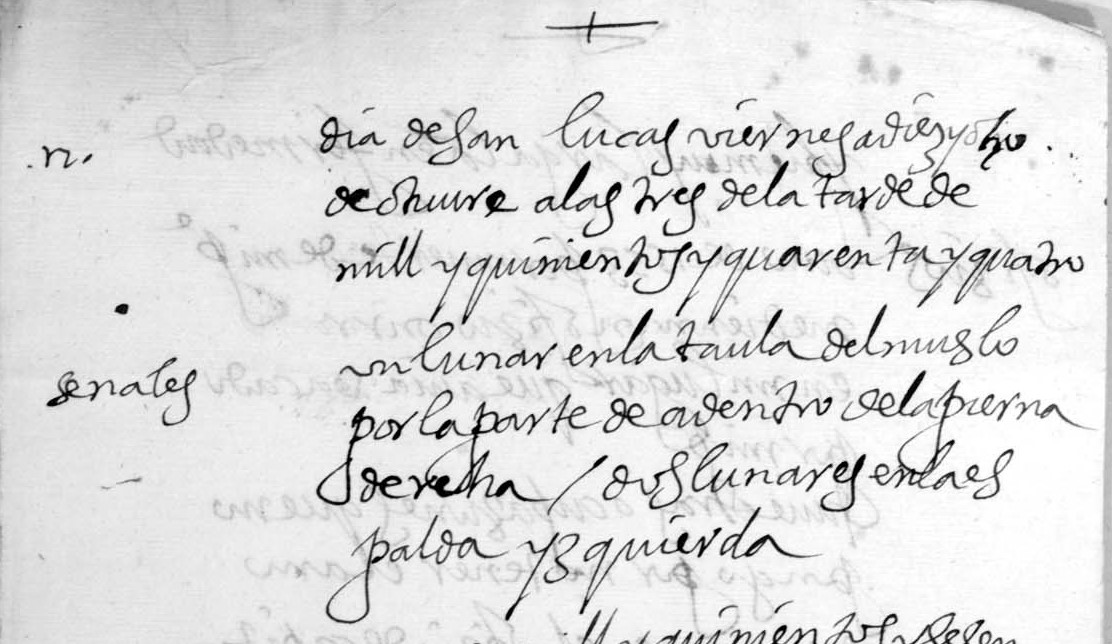
Autógrafo de don Bernardino con los datos de su nacimiento y las señales de su cuerpo

De familia noble. Fue hijo primogénito de Juan González de Avellaneda y Delgadillo, señor de las villas de Valverde, Alcoba de la Torre, Alcubilla de Avellaneda y Santa María del Mercadillo (cercanas las cuatro a Aranda de Duero, entre las actuales provincias de Burgos y Soria). Bernardino sucedió a su padre en el mayorazgo que incluía dichos estados. Y en 1590, al morir sin prole su tío Juan Delgadillo de Avellaneda (primo hermano de su padre), heredó también los señoríos de Castrillo de Don Juan y Cevico Navero (villas de la comarca del Cerrato y actual provincia de Palencia). Sus abuelos fueron otro Bernardino de Avellaneda, señor de Valverde, Alcoba, Alcubilla y Mercadillo, e Isabel Delgadillo, hija a su vez de Juan Álvarez Delgadillo, señor de Castrillo y Cevico.
Su madre, Francisca de Leiva y Guevara (+17/01/1588), mujer del citado señor de Valverde, era hermana del ilustre marino Sancho Martínez de Leiva, llamado Don Sancho el Famoso (1509-1579), que fue virrey de Navarra y capitán general de las galeras de Nápoles y de España. Hijos ambos de otro Sancho Martínez de Leiva (+1542), señor de esta casa, Capitán General de Guipúzcoa, alcalde de Fuenterrabía; y de Francisca de Guevara. A su vez éste Sancho era hijo de Juan de Leiva y de Constanza Hurtado de Mendoza; y hermano de don Antonio de Leyva.
Según un documento ológrafo, nació «día de San Lucas, viernes, a diez y ocho de octubre a las tres de la tarde de mil y quinientos y cuarenta y cuatro». En el mismo documento dice tener las siguientes señales en el cuerpo: «un lunar en la taula del muslo por la parte de adentro de la pierna derecha; dos lunares en la espalda izquierda».
Bernardino tuvo dos hermanos: Sancho, que fue paje del rey Felipe II y murió combatiendo en las Alpujarras, e Isabel, que casó con Íñigo de Cárdenas y Zapata, señor de Loeches y presidente del Consejo de Órdenes.

### Carrera militar
A los diez años quedó huérfano de padre y a los trece entró al servicio de su tío Sancho Martínez de Leiva, capitán general de las galeras de Nápoles. En esta escuadra de galeras, y a las órdenes de su tío, participó en junio de 1563 en el socorro de Mazalquivir, asediada por los turcos, dando refuerzo a la escuadra de galeras de España que mandaba Francisco de Mendoza. Tras esta victoria, y con el fin de limpiar de piratas la costa de África, tomó parte en una expedición que intentó ocupar por sorpresa el peñón de Vélez de la Gomera. En esta fracasada empresa resultó herido, pero en 1564 participó en un nuevo asalto al peñón que se vio coronado por el éxito a las órdenes de García de Toledo, virrey de Cataluña, después marqués de Villafranca y duque de Fernandina.
Posteriormente viajó a Italia y participó en la movilización de tropas con destino a Córcega, ante la creciente amenaza turca. Más tarde tomó parte en el socorro de La Goleta, presidio español del norte de África, y trabajó en su fortificación.
En 1566 recibió la provisión de capitán de la galera capitana. En uno de sus memoriales al rey narra el siguiente suceso acaecido en agosto de 1562:

"Me hizo [Don Sancho Martínez de Leyva] capitán de su capitana, enviándome siempre que dividía sus galeras. Con ellas, y habiendo topado dos galeotas de a 22 bancos cada una, junto a la isla de Venteten, alcanzó la mayor que seguía con su capitana, y resolviéndose la galeota a pelear, como lo hizo, volvió la proa y al tiempo de embestir, dio la banda y quedó emparejada con la galera peleando. Yo hice echar una barqueta a la mar y metiéndome en ella con cuatro soldados y dos marineros, fui el primero que entró en la galeota".

"Luego se siguió encargándole la jornada del peñón, su Magestad a mi tío Don Sancho, que sea en el cielo. La primera vez que fue a él y saltando en tierra, habiéndose metido en la torre de la mezquita dos docenas de moros, con bien pocos soldados que junté por andar divididos los demás en la presa del lugar, quemé las puertas y tomé la torre, y se degollaron los que había dentro, excepto los niños, y yo salí herido en un brazo de una lanzada".

En la Navidad de 1568 dejó las galeras y tomó parte de la represión del levantamiento de las Alpujarras, donde en 1569, "a 27 días del mes de mayo a las diez de la mañana, poco más o menos, me dieron un saetazo que me atravesaron la pierna izquierda". En esta guerra murió su hermano Sancho.

"Luego sucedió la muerte de mi hermano que sea en el cielo y mi tío y los demás deudos me obligaron a retirarme".

Formó parte del cortejo (con el Cardenal de Sevilla Don Gaspar de Zúñiga y Avellaneda y el Duque de Béjar) que acompañó a España a la archiduquesa Ana de Austria, que iba a contraer matrimonio con Felipe II. En 1589 este rey le mandó hacerse cargo de las cuatro galeazas de Nápoles, sucediendo en el mando a Hugo de Moncada. Dos de ellas eran supervivientes de la Armada Invencible. 

"Su Magestad, después de la jornada de Inglaterra, me mandó tomar a cargo las cuatro galeazas y estando un día con las dos en el río de Lisboa, por el mal cuidado del capitán y comitre, se encendió la Patrona con un caldero de brea, y habiendola desamparado todos, unos echándose al agua y otros en las barcas, pasé con los marineros que pude recoger de mi capitana, y entrando por el fuego de la galeaza fue Dios servido que reparásemos el daño y los mesmos que habían desamparado el navío volviesen a ayudar, con lo cual se salvó el bajel. De allí fuimos a Bretaña y llegando una tarde a ver las islas, deseé echar gente en tierra y saquearla, lo cual fuera útil y fácil, si no le pareciera inconveniente a Sancho Pardo Osorio que deseaba la gloria para sí; y habiéndome ancorado debajo de la fuerza, al amanecer me tiraron unas piezas y yo respondí con las mías y a pocas iba dando con la fuerza en el suelo, como hice con buena parte della, y por no desamparar la conserva, que eran mis navíos toda la fuerza que llevaba, y llevando orden de guardarla, hube de seguirla".

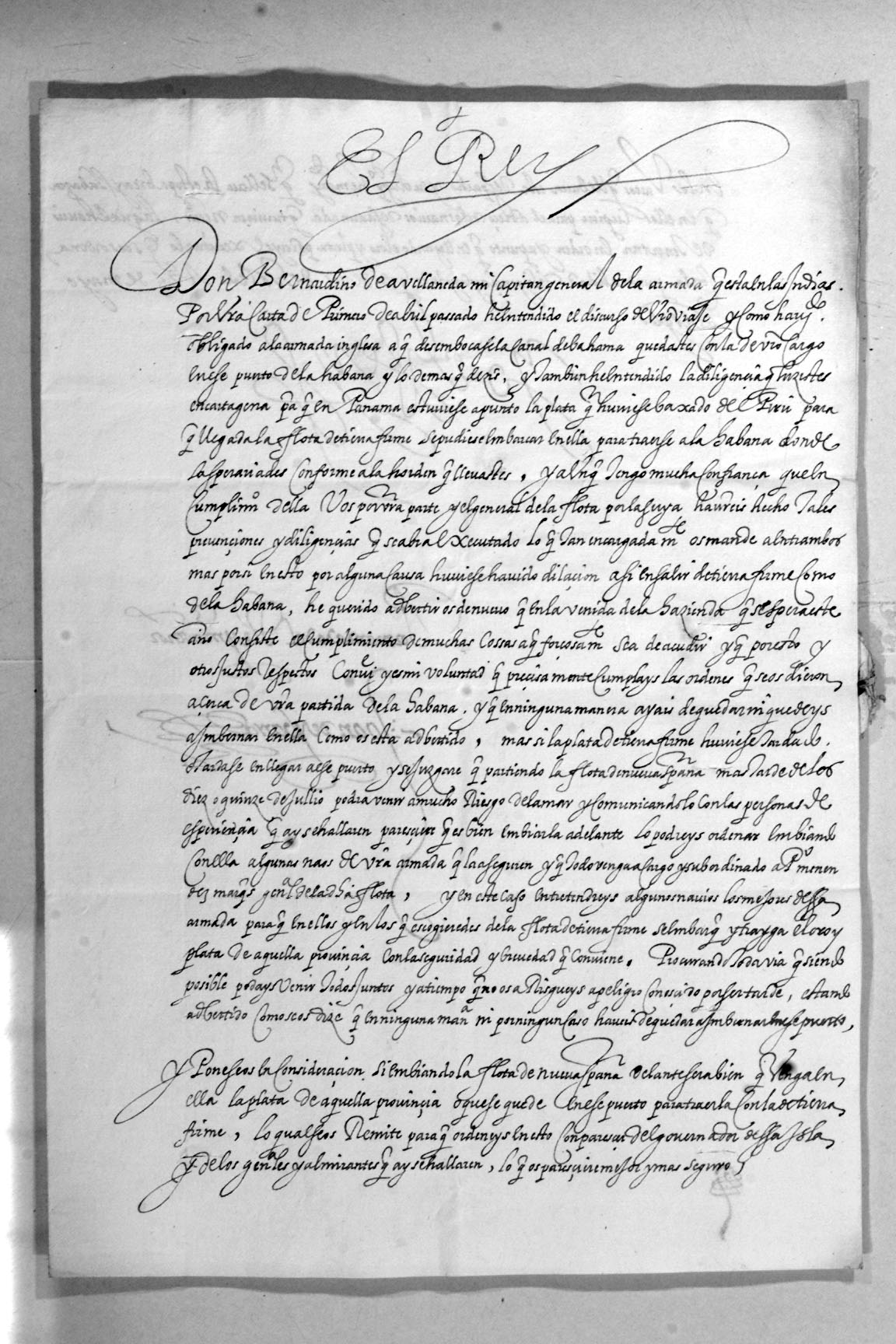
Felipe II a Bernardino de Avellaneda, en La Habana. 1596.

En 1593 se cruzó de caballero de la Orden de Calatrava.

### A la caza y captura de Sir Francis Drake

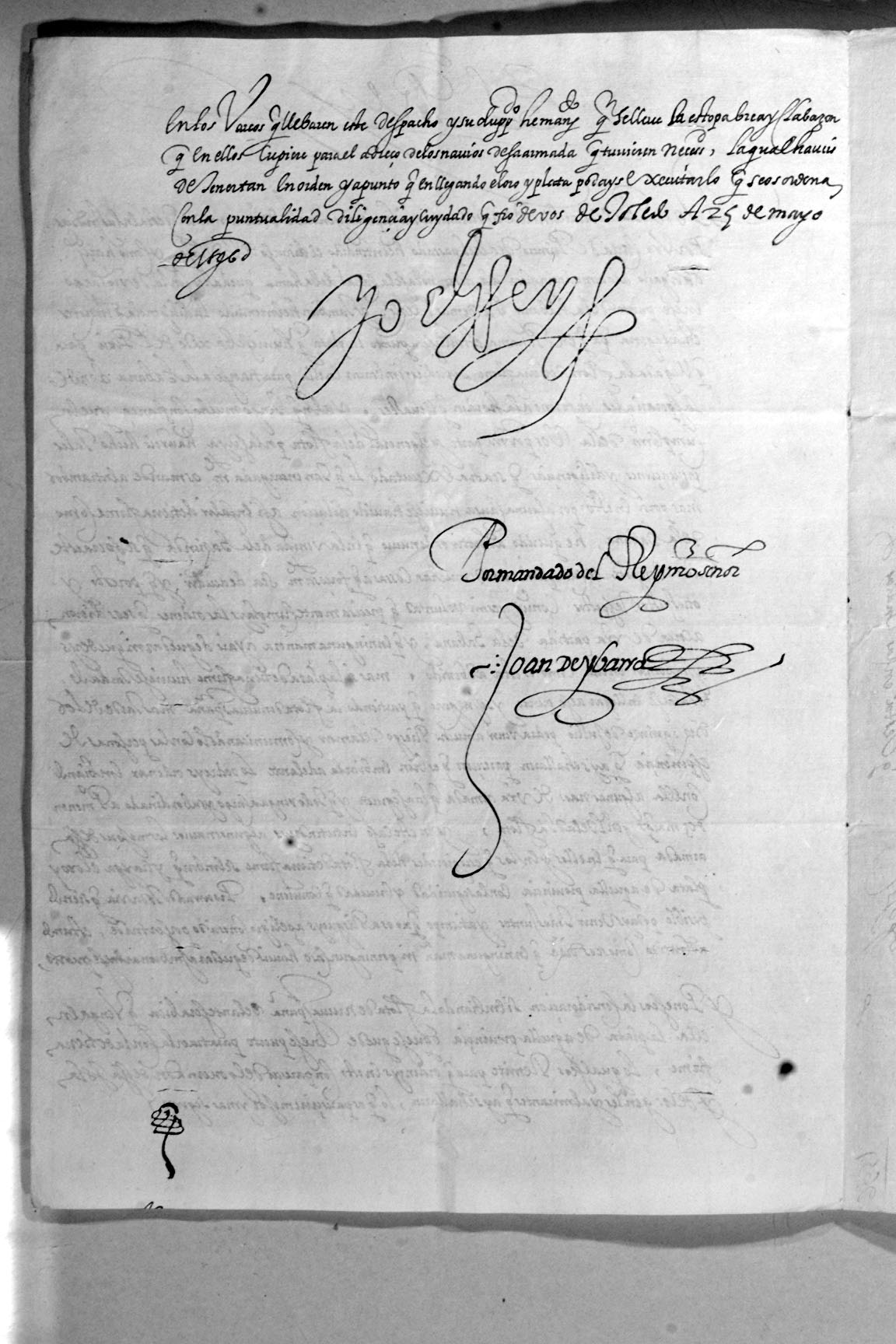
Reverso de la carta.

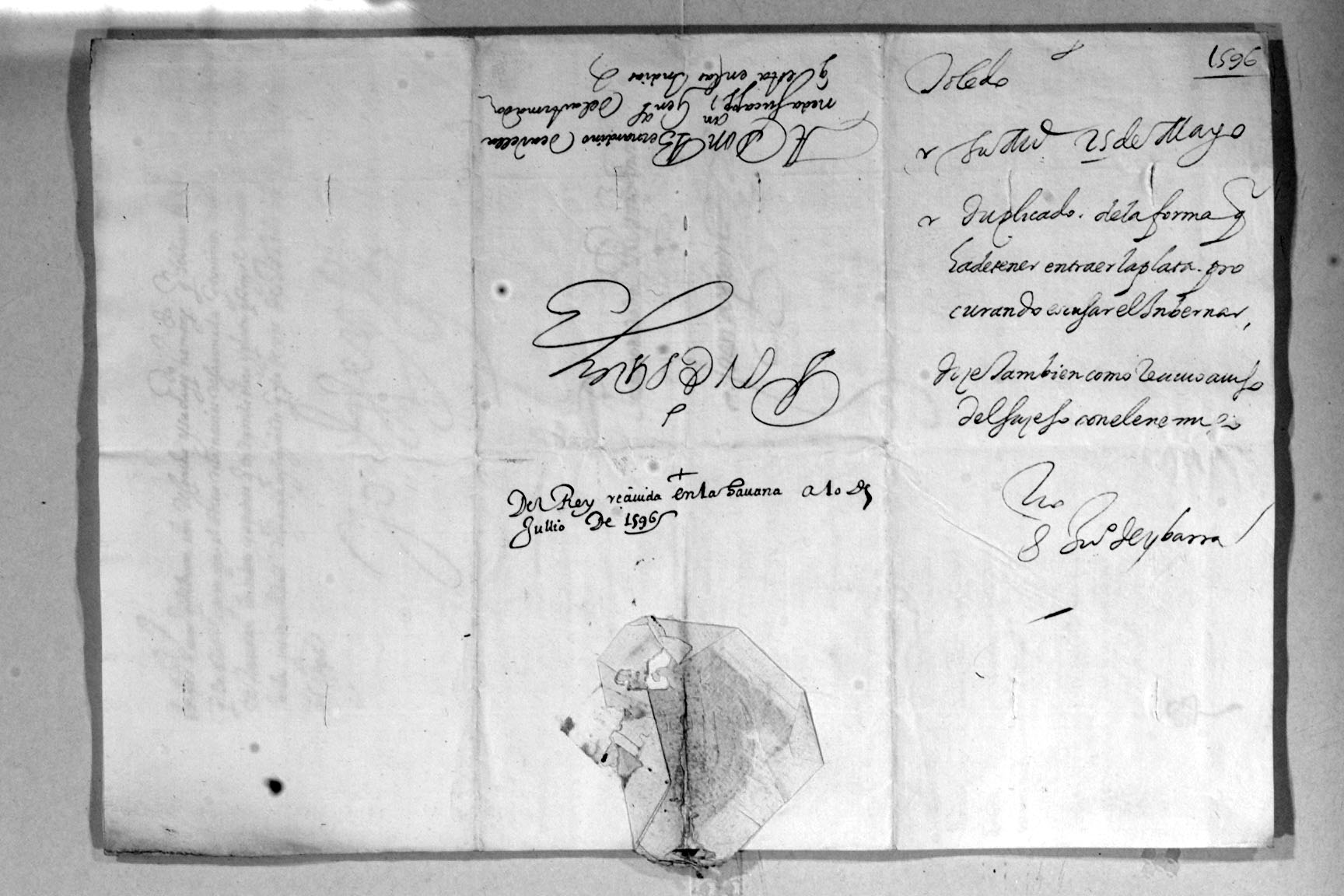
Parte exterior del documento.

En 1595 fue nombrado capitán general de la Armada y recibió el mando de la armada del Mar Océano, que iba a partir rumbo a las Indias para proteger a la flota de la Carrera de Indias que había de venir a España en la primavera de 1596. Su misión incluía perseguir al corsario Francis Drake, que había salido hacia las Indias con 28 navíos y 6000 hombres con ánimo de invadir Puerto Rico. Al frente de una flota mediana y en regulares condiciones, con solo 3000 hombres, derrotó a la armada inglesa en la isla de Pinos el 11 de marzo de 1596, apresando una de las naves enemigas y obligando al resto a desembocar por el canal de Bahamas. En esta expedición murieron los famosos piratas Drake y Hawkins. A primeros de octubre llegó a San Lúcar con toda la flota y uno de los mayores cargamentos de oro y plata de la historia. Así lo narra el mismo Bernardino:

"De allí a pocos días me mandó seguir a Francisco Draque que había partido a las Indias con 28 navíos y 6 mil hombres y al punto hice lo que me mandó; y al segundo día que hizo tiempo salí de Lisboa con la desigualdad que el mundo sabe, pues sólo llevaba navíos de fuerza, Capitana y Almiranta y seis galeoncetes de a 300 toneladas, y destos, ni de los unos ni de los otros se podía servir de más artillería que la de sobre cubierta; todos los demás navíos eran urcas y filibotes y pataches, hasta número de 21, y los más de ellos había un año que no se les daba carena, ni se les pudo dar entonces. El número de gente que llevaba era 3 mil hombres de mar y guerra, y los soldados, aunque mozos, los más dellos de muy gentil voluntad y de mucho servicio, pero la gente de mar y artilleros, los peores que ha llevado nadie; porque los vizcaínos eran muy pocos, gallegos algunos, todos los demás, artilleros y marineros, eran ingleses y holandeses. Hice el viaje sin perder hora de tiempo y llegado a Cartagena, fue fuerza hacer alguna agua, por ir sin ninguna, donde me detuve tres días y el que salí della con las grandes soles. Con ir los navíos tan quebrantados y mal reparados y con un tiempo que allí tuve algo forzoso, se me fueron abriendo algunos del armada; pero ninguno tanto como la Capitana, porque a diez palmos de la lumbre del agua, se abrió de tal manera, que le entraba un muslo della, y deseando arribar los más, saben todos que me resolví antes ahogarme que arribar, y desde esta misma hora hasta que entré en el puerto se fue siempre con las dos bombas en las manos sin poderlas soltar un punto, y desta manera seguí al enemigo hasta que le alcancé en la Isla de Pinos. Teniéndome ganado el barlovento, le llamé a batalla sin que él quisiese venir a ella; y habiendo cargado sobre mi Almiranta que había amanecido más sobre el viento que yo, aunque le di orden que se pegase a mí para que el enemigo se nos metiese en ella la gente y gana de pelear llevábamos todos, sin embargo de que al primer bordo que di sobre él, pensé poderle embestir, y así entregué el timón al general Villaviciosa, encargándole me metiese en medio de la Armada del enemigo, como él lo procuró; pero él, habiendo reconocido la voluntad dicha y viendo que la Capitana se le acercaba, se dio al punto a huir, contentándose con echarnos en bien poco tiempo mil y quinientas balas de que nos debió matar y herir 80 hombres. Y de nuestra parte se le hizo mucho daño con la mosquetería y alguno con la artillería. Él llevaba las velas nuevas y a los navíos había diez días. Yo les seguí toda aquella noche, yendo siempre mi navío más cerca de los suyos que de los míos, mucho trecho, porque siempre le llevé a tiro de cañón sin poderle tirar ni una pieza por ir las portas debajo del agua y llevar tan abierto el navío como lo llevaba; y tal era el miedo del enemigo, que con ser la noche más clara que el día, mató el fanal y aligeró todo cuanto los navíos llevaban, así de bastimento como de hacienda, llendo regando siempre las velas; y hasta el amanecer, que se vio a mar ancha, se fue alargando con conocida ventaja. A mí me siguieron aquella noche ocho navíos; todos los demás se me quedaron y por ser la gente tan bárbara se quemó uno y del enemigo se cogió otro; yo, obligándole aquel día a desembocar, que era lo que se me había ordenado, no lo pudiendo castigar, que para hacerlo no llevaba orden ni navíos ni bastimentos, particularmente agua que la llevaba toda acabada, y que desembocándome era fuerza venir a España, y que aunque no cumplía mi deseo había hecho más de lo posible para cumplir la orden de mi Rey y hacía lo que debe hacer cualquier prudente capitán general, que habiendo obligado a huir al enemigo, limpiado su país, asegurar su gente y armada, y así recogí la mía y me metí en la Habana con ella, donde estuve hasta que las flotas vinieron, reparando mis navíos y curando mi gente. Y en llegando, sin perder punto, me partí para España con veinte millones y en el medio del canal tuve un huracán y con andar por medio de toda la Armada y flotas, no me quebró una cuerda sola de ningún navío. En el paraxe de la Bermuda tuve un poco de tiempo, pero casi no me desaparejó navío que fuese de consideración. Habiendo andado novecientas leguas, traía la gente cansada, íbame cayendo mala y no tenía qué darles de comer; quiso Dios un viernes por la mañana nos embistiese un árbol lleno de meros y se quedaron todos allí y se mataron tantos que pudieron repartirse por todos, y siempre nos siguió y socorrió el pescado, casi hasta España, a lo menos a aquel navío".

A continuación narra lo que quizás sea uno de los envíos de carta más caros de toda la historia del Correo:

"Despachó su Magestad 18 barcos para que volviese a Puerto Rico, con orden tan apretada que era fuerza obedecella y imposible poder llegar allá vivos, ni menos los navíos. Quiso Dios que no me topase ninguno hasta después de haber entrado en el puerto ocho días. Cuando iba a las Indias, porque unos corsarios que estaban a la parte del poniente del Cabo de Sagres no me sentiesen, no hice salva a San Antonio y así me tuvo con contrastes más de ocho días en el dicho Cabo, porque aunque pudiera ir a Lisboa no lo hice por parecerme que no dexaba acabado el viaje tomando otro puerto que el de San Lúcar; resolvime hacerle una salva general al bendito santo con que soldar la descortesía primera y antes que acabase de limpiar el humo, comenzó a darnos tiempo y poco a poco meternos en el puerto con la hacienda y gente a salvamento, sin haber perdido una tabla en el viaje. Bendito sea Dios por tan gran misericordia".

Se conserva entre los papeles de Don Bernardino, una Real Cédula avisando de la salida de una "gruesa armada de Ingalaterra" y ordenando que se traslade la Armada a Puerto Rico y organice la defensa. Dice al fin: "y todos los barcos que os toparen con este aviso, los recogeréis y llevaréis con vos, porque no caigan en manos de enemigos y puedan ellos tener noticia de vuestro viaje". En el exterior se lee la siguiente inscripción: "De su Magestad, en Toledo 25 de julio, 1596. Recibida en el río Guadalquivir fronte de Nª Señora de Barrameda, en 11 de octubre 1596, con Pablo de Aramburu". Estas cartas urgentes a las Indias las llevaban pataches con marinos muy expertos. En este caso sabemos que el viaje hasta América, búsqueda de la flota y vuelta lo realizó el intrépido Aramburu en 108 días. Otra Real Cédula anulando la orden anterior y mandándole regresar a España con la Armada, salió del Escorial el 2 de septiembre y fue recibida en Sevilla el 1 de noviembre, realizando el viaje de ida y vuelta en tan solo 60 días.
De la Real Cédula que sirve de ilustración a esta página, fechada Toledo en 25 de mayo de 1596, se conservan los dos ejemplares que se remitieron a La Habana en dos pataches. El original (en las fotos) se recibió en La Habana el 11 de julio, es decir 47 días después de emitirse, mientras el duplicado llegó el día 10. Hay que considerar que los barcos podían estar o no preparados cuando se necesitaban, por lo que no se sabe lo que se demoró en Sevilla o en Lisboa la expedición de los pataches.

### Cargos de gobierno
En mayo de 1598 fue nombrado presidente de la Casa de Contratación de Indias, siendo el primer funcionario «de capa y espada» que sirvió este cargo, hasta entonces reservado a ministros «de toga». En 1603 fue nombrado además asistente de Sevilla, ejerciendo ambos cargos hasta 1609. Durante estos años aprestó y despachó diferentes flotas y armadas, siendo la mayor autoridad política y militar del reino de Sevilla.
El 23 de enero de 1610, el rey Felipe III le concedió el título nobiliario de conde de Castrillo. En la misma fecha, fue nombrado mayordomo mayor y sumiller de corps del príncipe Filiberto de Saboya, a quien hubo de acompañar al Puerto de Santa María dos años después, cuando éste fue designado generalísimo de la Mar. Desde 1618 fue mayordomo de la princesa (después reina) Isabel de Borbón, primera consorte de Felipe IV.
Consejero de Guerra (1621) y de Estado (1629). Desde 1623 hasta su muerte fue virrey y capitán general de Navarra, nombramiento que incluyó también el de capitán general de Guipúzcoa.

### Don Bernardino y el descubrimiento de Australia
El 31 de marzo de 1603, Felipe III escribió desde Valladolid una carta a don Bernardino recomendándole al Capitán

"Pedro Fernández de Quirós, de nación Portugués, gran Piloto y muy plático de las navegaciones de las Indias Orientales y Occidentales, he mandado que vaya al Perú, para salir de allí con dos navíos a hacer cierto descubrimiento de las Islas y Tierras Australes Incógnitas, y porque conviene que vaya en la primera flota o buen pasaje que se ofresciere para tierra firme, os encargo y mando le hagáis dar cómoda embarcación para el dicho efecto, que en ello seré muy servido de vos y me avisaréis del rescivo desta y de su embarcación a su tiempo.
Al dicho Capitán he mandado que os haga dos Instrumentos como los que hizo en Roma, el uno para conocer la diferencia que el aguja hace al nordestear y otro para tomar las alturas con más facilidad y certeza, y os los entregue para que ahí se aprovechen de ellos; y así los hará si los tuviese hechos y vos se los pidiréis cuando os dé esta".

### Mecenas de arte, coleccionista, alquimista, zahorí y bibliófilo
Gracias a los inventarios realizados en el Castillo de Castrillo de Don Juan, actualmente conservados en el Archivo del Conde de Orgaz, podemos reconstruir cuales eran las principales aficiones de don Bernardino.
Don Bernardino debió ser un notable bibliófilo, pues a su muerte se conservaban en su Librería nada menos que 1653 libros guardados en armarios y arcones. Desgraciadamente solo sabemos el número de ellos y que muchos eran italianos; en la almoneda a la muerte de Bernardino, en 1631, fueron tasados por el célebre grabador Juan de Courbes en 7162 reales; adujo para la valoración que aunque eran muchos no eran de mucho valor. Se conserva un pasaporte para dos cajones de libros que trajo Bernardino desde Italia cuando estuvo con el Príncipe Filiberto de Saboya, con el visto bueno de los inquisidores, fechado en Murcia el 21 de febrero de 1615. 
En un inventario realizado en Castrillo el  17 de marzo de 1616 aparece una relación de grandes mapas, entre los que destacaba una carta de marear grande, muy buena, en pergamino; es universal, hecha por Texera (Mapamundi de Teixeira). También tenía dos importantes cartas sobre pergamino, hoy perdidas, una de la Nova Zembla (Mar del Norte) y otra de la Nueva Francia (Canadá). La Librería de don Bernardino estaba además adornada por los retratos al óleo de Raimundo Lulio, Miguel Ángel, Francisco Tello de Sandoval, Dante, Petrarca, Bocaccio, Ovidio, Tiziano, Rafael de Urbino y Martín de Azpilicueta.     
Así mismo, además de las reseñadas en la biblioteca, se conservaban en el Castillo en 1616, más de doscientas pinturas, con las series de retratos de los emperadores romanos y otomanos y sus mujeres; retratos de la realeza española y europea desde los Reyes Católicos hasta Felipe III; grandes soldados del renacimiento y antiguos, como don Antonio de Leyva (con su ropa aforrada en martas), Alonso de Leyva héroe de la invencible, Fernán González, don Luis de Requesens, Hernán Cortés, Magallanes, el Marqués de Pescara, Juan de Austria,  Barba Roja, Don Sebastián de Portugal, Saladino, César Borgia, Carlo Magno, María de Médicis y otros muchos; y algunos retratos de familia, entre otros dos suyos de los que no queda rastro y uno de su hermano Sancho de Avellaneda. También se encontraban unas ciento veinte pinturas religiosas, incluyendo un retrato de la Madre Teresa de Jesús; muchos bodegones y cuadros de género diversos, desde un rinoceronte hasta Un lienzo de una mujer en cueros, con una ropa de levantar, que la tien el Cupido el espexo y se está mirando en él, que recuerda a una composición de  Tiziano. 
De su afición a la alquimia es testigo un amplio surtido de alambiques y toda clase de útiles. Se conserva además un texto autógrafo de don Bernardino que describe técnicas zahoríes para la búsqueda de tesoros.  También son muchos los diversos instrumentos de arquitectura, relojes y útiles de navegación descritos en sus inventarios.
Por último, hay que reseñar la gran armería con espadas, ballestas, arcabuces, escopetas, pistolas, cuchillos y armaduras, realizadas por los más famosos artífices del siglo XVI, algunas de las cuales habían pertenecido a personajes tan importantes como Enrique VIII de Inglaterra o el Duque de Alba. Incluso conservaba algunos arcos de indios de América.

### Testamento, muerte y entierro
En 25 de marzo de 1629 recibió la facultad concedida por Felipe IV para poder fundar mayorazgo nuevamente de sus bienes o agregarlos e incorporarlos a los que ya poseía. 
Testó don Bernardino en Madrid, ante Juan de Prado, el 22 de abril de 1629, y muríó en 6 de diciembre de 1629, entre las once y las doce, a los 85 años de edad. Su cuerpo fue enterrado en la bóveda del altar mayor del Monasterio de San Jerónimo de Espeja, pues era patrono de la capilla mayor de la iglesia conventual. Después de su muerte, sus herederos finalizaron en 1636 las obras del altar mayor, que estaba presidido por un magnífico retablo dedicado a la Virgen, con seis pinturas de Juan Bautista Maíno.

### Matrimonio y descendencia
Casó hacia 1570 con María Vela y Acuña, hija de Blasco Núñez Vela, primer virrey del Perú (depuesto y asesinado en 1546 por los rebeldes partidarios de Gonzalo Pizarro), caballero de Santiago y también capitán general de la Armada, y de Brianda de Acuña su mujer. Enviudó Don Bernadino en 1580.
Tuvieron por hijos a Juan, el primogénito, y dos hijas: Brianda e Isabel, que fueron monjas. La mayor, Brianda de Acuña (1576-1630), tomó el nombre de Teresa de Jesús al profesar en las carmelitas descalzas de Valladolid y murió con fama de santidad dos meses después que su padre. El primogénito, Juan de Avellaneda, no llegó a sucederle en la casa porque le premurió en 1614, habiendo casado con Inés Portocarrero, hija de los primeros marqueses de Alcalá de la Alameda. Y de estos, tuvo Bernardino por nieta y sucesora a María Delgadillo de Avellaneda, II condesa de Castrillo, que casó con un hijo de los IV marqueses del Carpio. El marido de esta señora se llamó por ella García de Avellaneda y Haro, conde de Castrillo, y entre otros elevados cargos fue virrey de Nápoles, presidente de los Reales Consejos de Castilla, Hacienda, Indias e Italia, y miembro del Consejo de Regencia a la muerte de Felipe IV.